# Ilussia
Albums de Mägo de Oz
Hechizos, pócimas y brujería
(2012)
Ilussia est le quatorzième disque du groupe de folk metal espagnol Mägo de Oz. L'album est sorti le 6 novembre 2007 sous le label Warner Music.

## Concept
La trame du disque se concentre sur un cirque abandonné et maudit qui prend vie au milieu d'un bois lorsqu'une petite fille le trouve en jouant à cache-cache avec son frère. Celle-ci voit une lumière qui finit par se transformer en clown du nom de Skippy. L'histoire a été écrite par Txus avec l'aide de Mario Ruiz de Krea Films

## Liste des morceaux
1. Pensatorium - 7:02
2. Melodian - 4:07
3. Abracadabra - 3:48
4. Vuela alto - 4:08
5. Si supieras.. - 5:48
6. Pasen y beban - 5:27
7. Salvaje - 3:55
8. La viuda de O'Brian - 4:20
9. Cadaveria - 4:27
10. Constelación Alpha D.C.I. - 4:55
11. De la piel del diablo - 4:40
12. Ilussia - 7:54
13. Moriré siendo de ti - 4:13